# Liste der Kulturdenkmäler in Arbach
In der Liste der Kulturdenkmäler in Arbach sind alle Kulturdenkmäler der rheinland-pfälzischen Ortsgemeinde Arbach aufgeführt. Grundlage ist die Denkmalliste des Landes Rheinland-Pfalz (Stand: 17. Juli 2023).

## Einzeldenkmäler
| Bezeichnung                        | Lage                                                            | Baujahr | Beschreibung                                                                            | Bild                           |
| ---------------------------------- | --------------------------------------------------------------- | ------- | --------------------------------------------------------------------------------------- | ------------------------------ |
| Quereinhaus                        | Hauptstraße 5 Lage                                              | 1766    | Wohnteil eines Fachwerk-Quereinhauses, teilweise verschiefert, angeblich von 1766       | BW                             |
| Wohnhaus                           | Hauptstraße 9 Lage                                              | um 1900 | Fachwerkhaus, teilweise massiv                                                          | BW                             |
| Katholische Kirche St. Apollinaris | Wiesenweg Lage                                                  | um 1952 | um 1952 wiederaufgebauter Saalbau, im Kern eventuell mit Teilen des Vorgängers von 1766 | weitere Bilder Fotos hochladen |
| Wegekreuz                          | südwestlich des Ortes an der Gemarkungsgrenze zu Retterath Lage | 1839    | Balkenkreuz, bezeichnet 1839                                                            | weitere Bilder Fotos hochladen |